# Fondo de Solidaridad (Uruguay)
El Fondo de Solidaridad de Uruguay es una empresa pública no estatal cuyo fin es brindar becas para realizar estudios terciarios en instituciones públicas (Udelar, lUTU y UTEC). Es una herramienta de inclusión y equidad en la educación que promueve la realización y la continuidad de los estudios terciarios para jóvenes de menos recursos.
Fue creado por la Ley Nº 16.524 del 25/07/1994 haciéndolo dependiente del Ministerio de Educación y Cultura. Se convirtió en “persona pública no estatal” con las modificaciones que impuso la ley Nº 17.451 de 10/01/2002. 
En el 2001 se genera un porte adicional, destinado y administrado por la UDELAR con la Ley Nº 17.296 y durante el 2002 adquirió la personería jurídica como persona del derecho público no estatal con modificaciones al sistema que fueron introducidos por la ley 17.451.
A partir del 2013 con la Ley 19.159 se incorpora a la Universidad tecnológica (UTEC) al sistema de becas.
En el 2015, a través de la ley 19.355, se aprueban modificaciones al sistema de aportes de los egresados ampliándose además los cometidos del fondo.
A partir del decreto reglamentario del año 2017 se introducen cambios que hacen que el pago de los aportes pase a ser mensual.
En el 2024 comienza a aplicarse una disminución del aporte adicional de un 25% y de un 25% adicional a partir del 2025.
Las becas se sustentan con los aportes que hacen todos los egresados de la Udelar, la UTU y la UTEC a partir de su quinto año de egreso. La ley establece cuatro causales de finalización del aporte: el transcurso de 25 años desde el comienzo de la aportación, el cumplimento de 70 años, la  jubilación con cese en toda actividad profesional remunerada y la enfermedad inhabilitante.
El aporte al fondo de solidaridad es anual, obligatorio y de carácter personal y puede efectuarse hasta el último día hábil del año.
Es administrado por una Comisión Honoraria integrada por representantes del Ministerio de Educación y Cultura, de la Universidad de la República, de la Universidad Tecnológica, de la Administración Nacional de Educación Pública, de la Agrupación Universitaria del Uruguay, de la Caja de Jubilaciones y Pensiones de Profesionales Universitarios, de la Caja Notarial de Seguridad Social, y del BROU.